# Fiestas de la Virgen (Yecla)
Las Fiestas de la Virgen se celebran en la ciudad de Yecla durante los días 5, 6, 7, 8 y 15 de diciembre, en honor a la Inmaculada Concepción. Están declaradas como fiestas Interés Turístico internacional y Bien de Interés Cultural.

## Historia y orígenes
El 17 de julio de 1642, durante la Guerra de Cataluña, 61 yeclanos son convocados para acudir al frente a defender la unidad e integridad de la patria capitaneados por Martín Soriano Zaplana. El campamento se sitúa en las tierras de Vinaroz, concretamente en la ermita de San Fernando. El favorable desarrollo de la contienda conlleva que tras medio año en el acuartelamiento, no tengan que participar en el frente y puedan regresar a la villa sin ninguna baja ni herido. El sentimiento religioso de aquellos 61 hombres les llevó a subir al Santuario del Castillo donde se daba culto a Nuestra Señora de la Inmaculada Concepción, ya conocida como Virgen del Castillo, para dar gracias por el regreso de los hombres. No quedando satisfechos con esta acción de gracias, acuerdan bajar todos los años, durante unos días, a la imagen de la Virgen hasta la Iglesia de la Asunción.
Estas bajadas de la Virgen iban acompañadas de salvas de arcabuz, como recuerdo a lo sucedido en la contiendo, aun no teniendo fecha fija, consta que se celebraba en diciembre, enero o incluso agosto.
En 1691 se funda la Cofradía de la Virgen, como órgano responsable de los festejos, cuya principal finalidad era adquirir una imagen de la Virgen, obra de un franciscano muy similar a la de ahora.
Durante la Guerra de Sucesión, las fiestas reciben su primera regulación,, estableciéndose las celebraciones en el mes de diciembre de cada año, siendo la bajada el día 8, la festividad el día 8, día de la Inmaculada Concepción y el domingo siguiente la subida, estableciéndose ya en 1793 la obligación de que la Virgen permaneciera en la villa como mínimo nueve días para poder realizar un Solemne Novenario.
Lo más importante del siglo XVII para estas fiestas, llegó a finales del mismo con la creación de las actuales "Ordenanzas", que reúnen las disposiciones legales por las cuales se organizan y regulan todos y cada uno de los actos de las fiestas, quedando ordenadas de un modo positivo por las autoridades ilustradas.
Ya en siglo XIX, conservando lo establecido se perfilan algunas normas para mejora de los actos.
A mitad de siglo, el 30 de noviembre de 1868, se lleva a cabo uno de los hechos más importantes acaecidos en la historia de la ciudad de Yecla, se inaugura y bendice la actual Basílica de la Purísima, y se determina que sea en este templo donde se desarrollen los cultos y actos religiosos en honor a la Patrona.
Ya a finales de siglos se crean dos instituciones en torno a las Fiestas de la Virgen: La refundada Cofradía de la Virgen, encargada de los actos culturales de las Fiestas y la junta de ex-mayordomos para organizar los principales actos. Durante estos años, y gracias al empeño de numerosas personalidades de la ciudad, respaldados por el Ayuntamiento, las Fiestas de la Virgen reciben un gran empujón con mejoras, por ejemplo, en el Santuario del Castillo, con la edificación del Camarín y adecuación de la explanada y el paseo; realización de una carroza procesional y de una valiosa corona de oro y piedras preciosas y un valioso manto azul bordado en hilo de oro artesanalmente.
El siglo XX fue testigo de un impulso sin precedente a nuestras Fiestas de la Virgen, con el cual se intenta continuar. Unas de las personas más importantes en la historia de la Fiestas es D. José Esteban Díaz, que llega a Yecla como arcipreste de la Basílica de la Purísima. Será el encargado de constituir formalmente la actual Asociación de Mayordomos, como organizador de las Fiestas y como símpolo de unión de todos los yeclanos. También es el impulsor de la Coronación Canónica, pero cuando todo brillaba de esplendor llegaron los revolucionarios, que serían los responsables de paralizar las Fiestas durante varios años y acabar con las tradiciones de un pueblo. Cabe destacar la fatídica tarde del 16 de marzo de 1936, donde los yeclanos contemplaron como las llamas acababan con todo el trabajo de siglos, con la quema de todas las iglesias de la ciudad, así como la mayoría de imágenes iconográficas existentes, incluyendo a la imagen de la Patrona de Yecla.
Tras varios años desoladores, el pueblo de Yecla no se rinde, y aún si cabe, salen fortalecidos de la contienda, y de nuevo, encabezados por el Cura de la ciudad, D. José Esteban encargan una nueva talla de la Virgen similar a la anterior al escultor Miguel Torregrosa y la reconstrucción de los templos dañados. También se consigue sacar de nuevo el proyecto de la Coronación Canónica de la Virgen, que tras muchos años de trabajos y esfuerzos se consiguió, por obra del papa Pío XII, se concediera que la Virgen del Castillo fuera Coronada. El 7 de diciembre de 1954, Yecla ve cómo se consigue un sueño y cómo esa fecha quedará marcada en la historia de la Ciudad, pues se celebra el acto de Coronación.
A partir de entonces, las fiestas se han ido superando año tras años, instaurando nuevos actos como la gran Ofrenda de flores, en la tarde del día 7 de diciembre y otros actos que dan esplendor a las fiestas. También se consigue la creación de más escuadras hasta llegar a las 15 actuales, teniendo estas un papel muy importante para el desarrollo de la actividad fiestera. Cabe destacar de las últimas décadas, el trabajo de mejora y adecuación de todos los actos, manteniendo intacto el ritual de las Fiestas. También cabe destacar que poco a poco ha ido decayendo el acto más popular de las fiestas, la alborada, donde cuadrillas de amigos se juntaban para tirar salvas de arcabucería durante toda la noche, pero la falta de civismo, las restricciones de la pólvora y la elitización de la asociación de mayordomos ha hecho que poco a poco se convierta en un acto más de las fiestas perdiendo a la gran multitud de jóvenes que participaban en ellas.En el año 2002 se consigue la Declaración de Interés Turístico Nacional, clave para el desarrollo y proyección en el resto de España y en el año 2008 se declaran a las fiestas como Bien de Interés Cultural Inmaterial, siendo esto clave para mantener la tradición y arraigo de estas fiestas.
En la actualidad las Fiestas de la Virgen se definen como una de las más importantes de la ciudad, con una alta participación tanto de gente de Yecla como de ciudades de la comarca y de toda España, manteniendo la tradición del antiguo alarde militar en unas fiestas adecuadas a la actualidad.

## Fiestas y actos
-Beneplácito en la mañana del día 5 de diciembre
-El Paseo en la mañana del día 6 de diciembre
-Beso a la Bandera en la tarde del día 6 de diciembre
-Alborada en la madrugada del día 7 de diciembre
-La Bajada de la Imagen de la Patrona y arcas cerradas con juego de bandera en el atrio de la Purísima en la mañana del día 7 de diciembre
-La ofrenda Floral en la tarde del día 7 de diciembre
-Proclamación de la Virgen y misa solemne en la mañana del día 8 de diciembre
-Procesión de la virgen por las calles de Yecla, con los tradicionales castillicos y posteriores arcas cerraras en la calle San Francisco, en la tarde del día 8 de diciembre
-Ofrenda infantil día 14 de diciembre
-Día del Clavario día 18 de diciembre
-La Minerva, exposición del Santísimo Sacramento mientras se realizan arcas cerradas en el atrio de la Purísima, el día de La Subida. 
-Subida de la Imagen de la Patrona, en la tarde del domingo más cercano al cumplimiento del novenario. Suele ser entre el 15 y 20 de diciembre
-Entrega de Insignias tras la subida de la patrona al castillo
-Acción de Gracias el primer domingo del año.

## Organización
De la organización de las fiestas se encarga la Asociación de Mayordomos de la Purísima Concepción, junto a la Corte de Honor, la Basílica de la Purísima y al Excmo. Ayto. de Yecla.

## Otros datos
-Las salvas de arcabuz son las señas de identidad de estas Fiestas. Durante los actos del día 7 de diciembre por la mañana (La Bajada), los del día 8 de diciembre (Procesión de la Virgen) y los del día de la vuelta de la imagen a su Santuario, (Minerva y Subida), los 'tiraores', procesionan a la vez que realizan disparos con armas de avancarga acompañados por cargadores.
-Hay un total de 16 Agrupaciones de Escuadras de Arcabuceros, donde hay que sumar también a las dos Agrupaciones de 'Libres' en la que desfilan los arcabuceros que no pertenecen.
-Son fiestas en las que las mujeres están relegadas a un segundo plano, dónde se les prohíbe procesionar como tiraroes con el traje tradicional. Su papel activo durante los festejos queda reducido a la Procesión de la Ofrenda, acompañando a los hombres aunque también tienen la posibilidad de tirar en el acto de "La Alborada".
-Cada año, la Asociación de Mayordomos elige a un pregonero entre figuras destacadas de las Fiestas, personajes públicos que han divulgado el nombre de Yecla y sus fiestas o personajes mediáticos.